# Lagruesa
Lagruesa es un lugar del municipio español de San Miguel del Cinca, perteneciente a la provincia de Huesca, en la comunidad autónoma de Aragón.

## Historia
Hacia mediados del siglo XIX, la pardina, ya por entonces perteneciente a Estiche, tenía contabilizada una población de seis habitantes. Aparece descrita en el décimo volumen del Diccionario geográfico-estadístico-histórico de España y sus posesiones de Ultramar de Pascual Madoz con las siguientes palabras:

LAGRUESA: pardina dependiente del ayunt. de Esteche, en la prov. de Huesca (8 leg.) y part. jud. de Sariñena (3): está sit. en un llano á la falda de la sierra llamada de Terreu; combatida por el viento N., y con clima templado aunque propenso á las fiebres gástricas. Tiene una casa y una capilla (Ntra. Sra. del Pilar), anejo de Estiche; para el consumo del único vec. hay una balsa que se llena con las aguas de lluvia. Confina el térm. por N. con Estiche; E. Pomar; S. Terreu y la Menglana, y O. el Tomillo. El terreno es de secano y buena calidad, y en su monte se cria esparto y coscojos. Dirijen los caminos á Monzon y Sariñena, y recibe la correspondencia de Monzon por el cartero de Estiche. prod.: trigo y cebada; cria ganado lanar y caza de conejos, liebres y perdices. pobl.: 1 vec., 6 alm. contr.: 398 rs. 19 mrs.
(Madoz, 1847, p. 24)